# Le Coudray
Le Coudray är en kommun i departementet Eure-et-Loir i regionen Centre-Val de Loire strax norr om centrala Frankrike. Kommunen ligger i kantonen Chartres-Sud-Est som tillhör arrondissementet Chartres. År 2022 hade Le Coudray 4 063 invånare.

## Befolkningsutveckling
Antalet invånare i kommunen Le Coudray
Referens:INSEE